# Broadhurst
Broadhurst Investment LTD este un fond de investiții din România, administrat de fondul de investiții New Century Holdings (NCH).
În anul 2006, Broadhurst deținea companiile Romarta, Winmarkt, Valmetex, pachete majoritare de acțiuni la Electroaparataj, Elpreco și Vel Pitar, precum și pachete minoritare din Unirea Shopping Center, Cocor București, Antibiotice SA, Asirom, Oțelinox din Târgoviște, Turbomecanica, rafinăria Astra Română Ploiești și altele.